# 馬爾斯鎮區 (印地安納州波西縣)
馬爾斯鎮區（英語：Marrs Township）是位於美國印地安納州波西縣的一個行政鎮區。

## 地方資料
根據2010年美國人口普查的數據，馬爾斯鎮區的面積為134.98平方千米，當中陸地面積為133.50平方千米，而水域面積為1.48平方千米。當地共有人口4868人，而人口密度為每平方千米36.06人。